# Слоуп в Чехах
Слоуп в Чехах (чеш. Sloup v Čechách) је насељено мјесто са административним статусом сеоске општине (чеш. obec) у округу Чешка Липа, у Либеречком крају, Чешка Република.

## Становништво
Према подацима о броју становника из 2014. године насеље је имало 713 становника.